# Hocico Becerro (manzana)
Hocico Becerro es el nombre de una variedad cultivar de manzano (Malus domestica). Esta manzana está cultivada en diversos viveros entre ellos algunos dedicados a conservación de árboles frutales en peligro de desaparición. Esta manzana es originaria de la Provincia de Salamanca concretamente en la comarca de Sierra de Béjar, donde tuvo su mejor época de cultivo comercial anteriormente a la década de 1960, y actualmente en menor medida aún se encuentra.

## Sinónimos
- "Manzana Hocico Becerro".[5][7][8]

## Historia
'Hocico Becerro' es una variedad de la provincia de Salamanca en la comarca de la Sierra de Béjar. El cultivo del manzano en Salamanca en superficies importantes se remonta a principios del siglo XX sobre todo en la zona de Sierra de Béjar, La Alberca, y en Cepeda, con variedades como 'Melapio de Peñacaballera', 'Camuesa del Puerto de Béjar', 'Reineto Blanco', Reineto Rojo'. . .
'Hocico Becerro' está considerada incluida en las variedades locales autóctonas muy antiguas, cuyo cultivo se centraba en comarcas muy definidas. Se caracterizaban por su buena adaptación a sus ecosistemas y podrían tener interés genético en virtud de su adaptación. Se encontraban diseminadas por todas las regiones fruteras españolas, aunque eran especialmente frecuentes en la España húmeda. Estas se podían clasificar en dos subgrupos: de mesa y de sidra (aunque algunas tenían aptitud mixta).
'Hocico Becerro' es una variedad clasificada como de mesa, difundido su cultivo en el pasado por los viveros comerciales y cuyo cultivo en la actualidad se ha reducido a huertos familiares y jardines privados.

## Características
El manzano de la variedad 'Hocico Becerro' tiene un vigor medio; florece a finales de abril; tubo del cáliz mediano y amplio, cónico o en embudo corto, con los estambres insertos en su base.
La variedad de manzana 'Hocico Becerro' tiene un fruto de tamaño grande ; forma alargada, voluminosa hacia la parte peduncular y más estrecha en su cima, eje muy inclinado de un lado, contorno irregular con la longitud de fruto reducida en 1/3 parte del fruto y más alargada en las 2/3 partes con costillas más marcadas en esta 2/3 parte amamelonadas, lo que le da la apariencia de un hocico de animal; piel fuerte; con color de fondo amarillo, sobre color ausente, acusa punteado ruginoso, blanquecino, y con una sensibilidad al "russeting" (pardeamiento áspero superficial que presentan algunas variedades) débil; pedúnculo medio y grueso, anchura de la cavidad peduncular estrecha o mediana, profundidad de la cavidad peduncular profunda, haciendo embudo, con chapa ruginosa en el fondo, borde levísimamente ondulado, y con importancia del "russeting" en cavidad peduncular débil; anchura de la cav. calicina medianamente estrecha, profundidad de la cav. calicina  profunda, de bordes ondulados, a veces ruginosidad en el fondo, y con importancia del "russeting" en cavidad calicina débil; ojo cerrado; sépalos muy compactos en su nacimiento, convergentes, largos, de color verdoso con tomento.
Carne de color blanca con fibras verdosas; textura crujiente, muy jugosa; sabor muy particular con cierto toque ácido muy rico; corazón alargado, desplazado, con las celdas y eje muy cerca del pedúnculo; eje entreabierto; celdas alargadas, pequeñas; semillas alargadas y anchas, de tamaño medio.
La manzana 'Hocico Becerro' tiene una época de maduración y recolección tardía de octubre a noviembre. Se usa como manzana de mesa fresca de mesa.